# 5659 Vergara
5659 Vergara eller 1968 OA1 är en asteroid i huvudbältet som upptäcktes den 18 juli 1968 av den båda chilenska astronomerna Carlos R. Torres och S. Cofré på Cerro El Roble. Den har fått sitt namn efter den uruguayanska astronomen Gladys Vergara.
Den tillhör asteroidgruppen Vesta.